# 合黎镇
合黎镇，是中华人民共和国甘肃省张掖市高台县下辖的一个乡镇级行政单位。
2013年，甘肃省民政厅批复同意撤销合黎乡，设立合黎镇。

## 行政区划
合黎镇下辖以下地区：
五一村、五二村、五三村、五四村、六一村、六二村、六三村、六四村、七坝村和八坝村。